# Mempell-Preller-Handschrift
Die Mempell-Preller-Handschrift ist ein Notenmanuskript, das eine wichtige Quelle für die Orgel- und Clavierwerke Johann Sebastian Bachs darstellt. Der Name geht auf die beiden Verfasser der Handschrift, Johann Nicolaus Mempel und Johann Gottlieb Preller zurück.

## Geschichte
Die Handschrift wurde innerhalb der Familie Preller bis zu Johann Gottliebs Urenkel Daniel Friedrich Eduard Wilsing weitergegeben. Dieser musste sie jedoch verkaufen, woraufhin sie nur durch Zufall vor der Vernichtung gerettet werden konnte. Karl Straube entdeckte das Manuskript, und Max Seiffert war der erste Herausgeber Bachscher Werke, der sich seiner bedienen konnte. Nachdem es seit 1904 zur Musikbibliothek Peters gehört hatte, gelangte es mit dieser in den Bestand der Stadtbibliothek Leipzig und liegt nunmehr als Depositum im Bach-Archiv Leipzig.

## Inhalt
Im heutigen Zustand enthalten die beiden Konvolute folgende Werke, die J. S. Bach zugeschrieben sind:
- (Trio c-Moll BWV 585) M
- Trio G-Dur BWV 586 M
- Trio G-Dur BWV 1027a M
- (Wir glauben all an einen Gott BWV 765) P
- (Liebster Jesu wir sind hier BWV 754) M
- (Vater unser im Himmelreich BWV 762) M
- (In dulci jubilo BWV 751) P
- (Ach, was ist doch unser Leben BWV 743) M
- (Christus, der uns selig macht BWV 747) M
- O Herre Gott dein göttlich Wort BWV 600
- Gottes Sohn ist kommen BWV 609
- (Lobt Gott ihr Christen allzugleich BWV 757)
- Praeludium D-Dur BWV 532/1 M
- Praeludium c-Moll BWV 921 M
- Praeludium und Fuga a-Moll BWV 551 M
- Fantasia g-Moll BWV 917 P
- (Concerto Es-Dur BWV 597) P
- Trio d-Moll BWV 527/1 M
- Praeludium und Fuge G-Dur BWV 541 P
- Praeludium und Fuge e-Moll BWV 548 M
- Praeludium und Fuge e-Moll BWV 533 P
- Praeludium und Fuge G-Dur BWV 550 M
- Canzona d BWV 588 P
- Praeludium a-Moll BWV 569 P
- Dies sind die heilgen zehn Gebot BWV 635 M
- Herr Gott, nun schleuß die Himmel auf BWV 617 P
- Partite diverse sopra il Corale Sei gegrüßet Jesu gütig BWV 768 P[1]
- Gelobet seist du Jesu Christ BWV 722 P
- Vom Himmel hoch, da komm ich her BWV 738 P
- In dulci jubilo BWV 729 P
- Lobt Gott ihr Christen allzugleich BWV 732 P
- Allein Gott in der Höh sei Ehr BWV 717 P
- Allein Gott in der Höh sei Ehr BWV 676 M
- Allein Gott in der Höh sei Ehr BWV 664a P
- Allein Gott in der Höh sei Ehr BWV 662a P
- An Wasserflüssen Babylon BWV 653a P
- An Wasserflüssen Babylon BWV 653b P
- Herr Jesu Christ, dich zu uns wend BWV 655a P
- Komm, Heiliger Geist, Herre Gott BWV 651a P
- Komm, Heiliger Geist, Herre Gott BWV 652a P
- Nun komm, der Heiden Heiland BWV 659a M
- Nun komm, der Heiden Heiland BWV 660a P
- Nun Komm, der Heiden Heiland BWV 661a P
- O Lamm Gottes, unschuldig BWV 656a P
- Schmücke dich, o liebe Seele BWV 654a P
- Von Gott will ich nicht lassen BWV 658a P
- (Ouvertüre g-Moll BWV 822)
- Praeludium, Fuga und Allemande BWV 966
- Fuga c-Moll
- Sinfonien BWV 787-793 M
- Suite c-Moll BWV 813 P
- Suite G-Dur BWV 816 M
- Suite E-Dur BWV 817 P
- Suite A-Dur BWV 806 M
- Partita D-Dur BWV 828 M
- Partita G-Dur BWV 829 P
- Partita e-Moll BWV 830 P
- Concerto F-Dur BWV 971 = Italienisches Konzert M
- Ouvertüre h-Moll BWV 831 = Französische Ouvertüre P
- Praeludium C-Dur BWV 848/1 M
- Praeludium und Fuga C-Dur BWV 846 M
- Praeludium und Fuga C-Dur BWV 870a M
- Toccata c-Moll BWV 911 P
- Toccata d-Moll BWV 913 P
- Toccata fis-Moll BWV 910 P
- Fuga a-Moll BWV 944/2 P
- Suite a-Moll BWV 818a M
- Toccata D-Dur BWV 912 M
- Praeludium und Fuga F-Dur BWV 901 M
- Praeludium und Fuga G-Dur BWV 902 P
- Praeludium a-Moll BWV 922 P
- Concerto C-Dur nach Johann Ernst von Sachsen-Weimar BWV 984 M
- Concerto c-Moll nach Benedetto Marcello BWV 981 M
- Fuga über ein Thema von Tomaso Albinoni BWV 951 P

M Schreiber vermutlich Johann Nicolaus Mempel oder sein Kopist
P Schreiber Johann Gottlieb Preller
( ) gilt nicht als Werk von J. S. Bach